# Lagarde-sur-le-Né
Lagarde-sur-le-Né là một xã thuộc tỉnh Charente trong vùng Nouvelle-Aquitaine tây nam nước Pháp. Xã nay có độ cao trung bình 49 mét trên mực nước biển.